# Колоденці
Коло́денці (пол. Kłodzienko) — село в Україні, у Львівському районі Львівської області. Населення станом на 2001 р. становило 852 особи. Орган місцевого самоврядування — Жовтанецька сільська рада.

## Назва
У 1989 р. назву села Колоденце було змінено на одну літеру.

## Символіка
Затверджена 22 травня рішенням сесії Жовтанецької сільської ради. Колодязь вказує на назву поселення, а також уособлює місцеві джерела. Ділення щита та дві блискавки символізують Перунову гору, а хрест означає давній Василіанський монастир, який у XVII—XVIII ст. стояв під цією горою. Золото (жовтий колір на прапорі) є символом щедрості, добробуту, вказує на сільське господарство. Зелений колір характеризує природні багатства.
Герб с. Колоденці: у зеленому полі золотий колодязь із дашком, над ним — такий же розширений хрест, у відділеній кроквоподібно золотій главі скошені обабіч від центру дві сині блискавки.
Прапор с. Колоденці: квадратне полотнище, на зеленому фоні жовтий колодязь із дашком, над ним — такий же розширений хрест, з бічних країв до середини під верхнім краєм йде кроквоподібне січення, яке відділяє верхнє жовте поле з двома синіми блискавками.

## Історія
У середині XV ст. власником села був львівський багач Б. Вовчик.
У податковому реєстрі 1515 року повідомляється про неможливість отримання податків з села через зруйнування волохами і татарами.
В XVI–XVII століттях в селі розміщувався чоловічий монастир Отців Василіян, зліквідований 1744 року. Монастир стояв на горбку, який називали Перунова гора, де давні предки поселян поклонялися ідолу того імені. У «грамотах усопших» збереглися імена багатьох монахів, що працювали тут для Божої слави. Колоденецькі монахи після ліквідації їхньої обителі перейшли в монастир у Добромилі. Туди ж із Колоденецького монастиря було перенесено чудотворний образ святого Онуфрія.
Станом на 1785 рік в селі Колоденці проживало 550 мешканців, у тому числі — 513 українців, 30 поляків і 7 євреїв.
В 1915 році, під час Першої світової війни, австрійська військова влада звинуватила багатьох мешканців села у симпатіях до росіян, і вони були ув'язнені у відомому концентраційному таборі Талергоф. Серед них Валько Петро, Войтків Сава та Кушка Петро. Головка Петро був вбитий мадярами. Кушка Юрій (1861 р. н.), був страчений за рішенням воєнного суду 31-ї піхотної дивізії, що відбувся у Новому Ставі.

## Населення

### Мова
Розподіл населення за рідною мовою за даними перепису 2001 року:
| Мова       | Кількість | Відсоток |
| ---------- | --------- | -------- |
| українська | 846       | 99.3%    |
| російська  | 6         | 0.7%     |
| Усього     | 852       | 100%     |

## ЦеркваСвятого пророка ІлліУГКЦ(1896р.)
Сучасна мурована, хрещата в плані з укороченими боковими раменами споруда, завершена над навою, бабинцем і вівтарем шоломовими банями на світлових восьмибічниках, збудована у 1896 р. на місці розібраної старої церкви. Відновлювалася у 1927 р. З 1946 по 1989 р. стояла зачиненою.

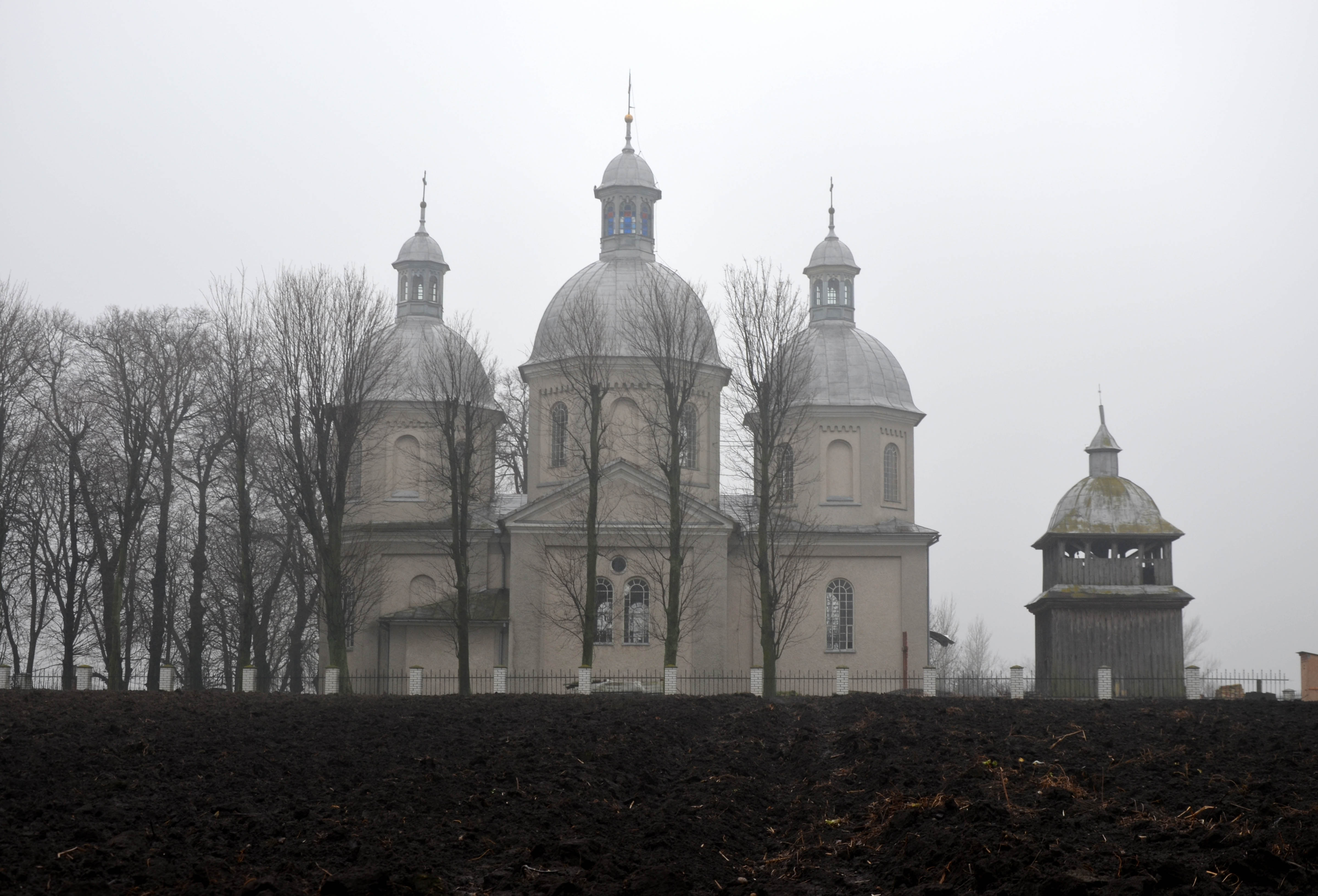
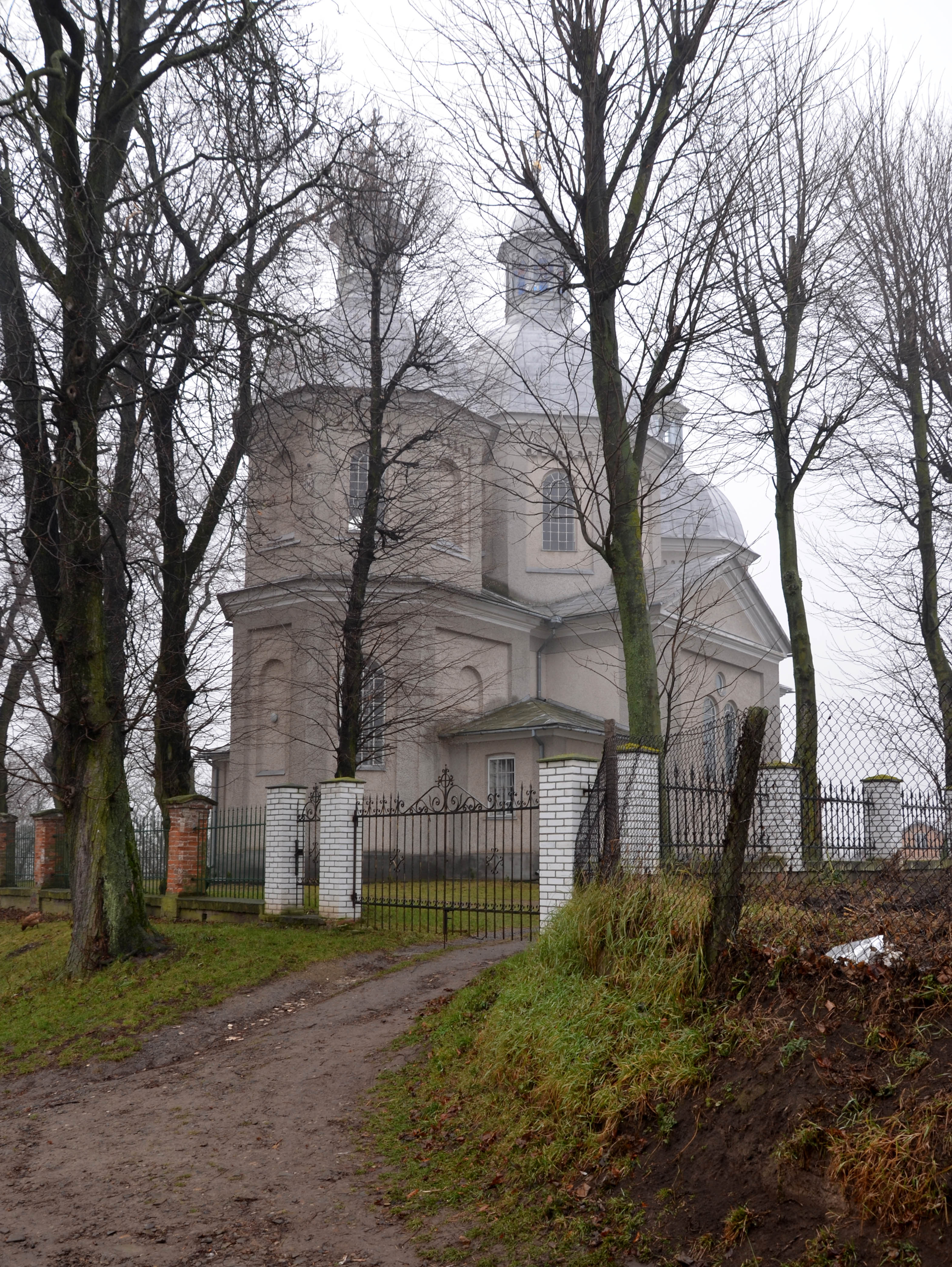
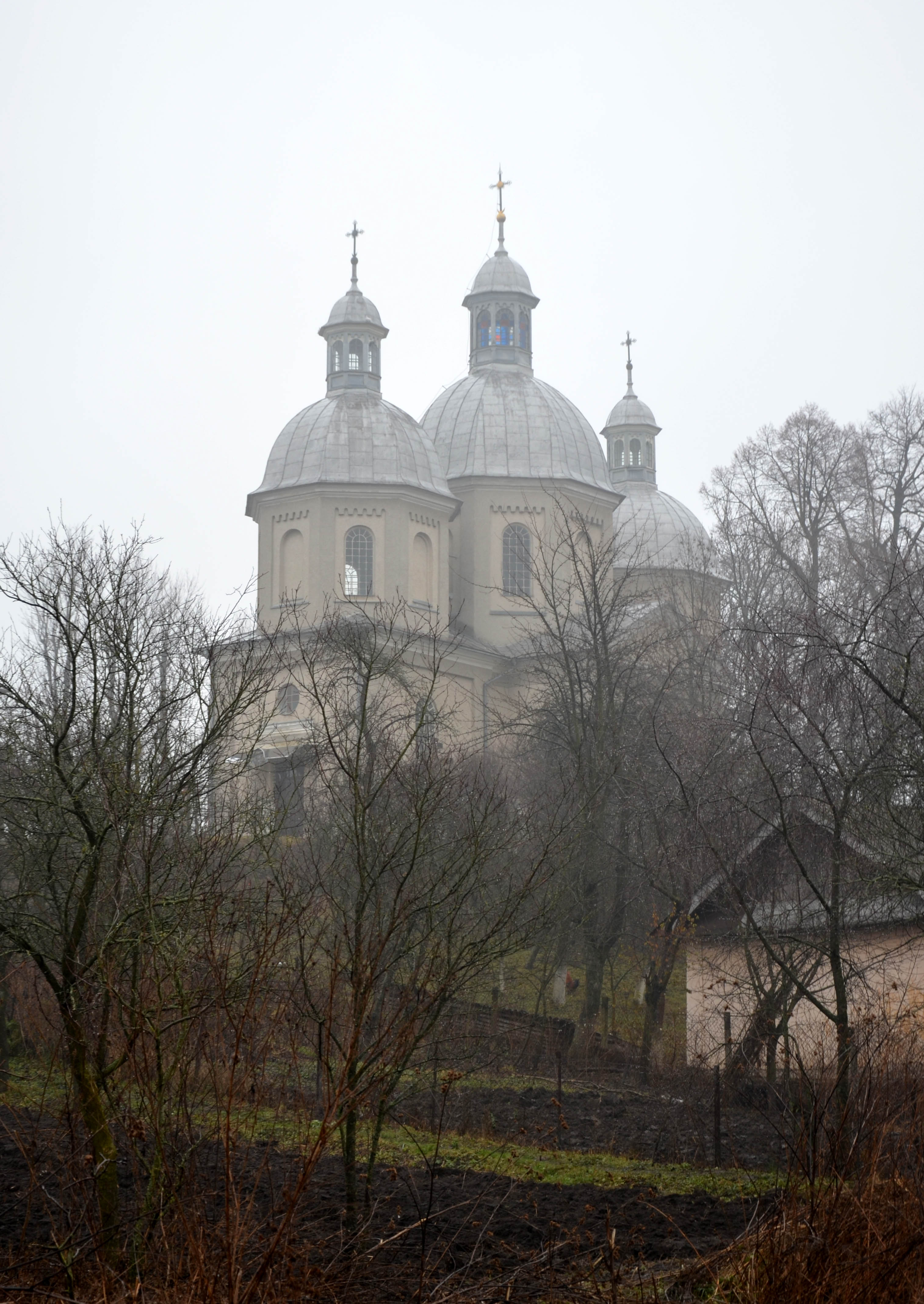

## Відомі люди
Народились
- о. Антін Юзичинський (29 лютого 1815 — 25 жовтня 1886, Перемишль) — церковний і політичний діяч, греко-католицький священник, москвофіл;
- Юліян Вассиян (12 січня 1894 — 3 жовтня 1953, Чикаго США) — український публіцист, громадський і політичний діяч, філософ, ідеолог ОУН, член Проводу Українських Націоналістів;
- Пахомій Борис (14 лютого 1903 — 28 листопада 1973, Львів) — український церковний діяч, священник УГКЦ, василіянин, головний редактор греко-католицького часопису «Місіонар» (1935–1939); в'язень ГУЛАГу; підпільний протоігумен провінції Найсвятішого Спасителя (1961–1972).

```
Владика Петро Лоза Народився 3 червня 1979 року в селі Колоденці Кам'янка-Бузького району Львівської області.
```

12 квітня 2018 року Папа Франциск дав свою згоду на канонічний вибір ієромонаха Петра єпископом-помічником Сокальсько-Жовківської єпархії, який здійснив Синод єпископів УГКЦ, і надав йому титул єпископа Паніума[1].
Єпископська хіротонія відбулася 12 липня 2018 року в катедральному соборі святих верховних апостолів Петра і Павла в Сокалі на Львівщині. Головним святителем був предстоятель УГКЦ Верховний архієпископ Святослав Шевчук, а співсвятителями — владика Ігор Возьняк, архієпископ і митрополит Львівський, та владика Михайло Колтун, єпарх Сокальсько-Жовківський
17 жовтня 2024 року у Ватикані повідомлено про те, що Отець і Глава Української Греко-Католицької Церкви Блаженніший Святослав за згодою Синоду прийняв зречення з уряду владики Михайла Колтуна, дотеперішнього єпископа Сокальсько-Жовківського, а на його місце Святіший Отець поблагословив рішення Синоду Єпископів УГКЦ призначити владику Петра Лозу[3][4]. Інтронізація єпископа Сокальсько-Жовківського Петра Лози відбулася 1 грудня 2024 року в катедральному храмі Святих апостолів Петра і Павла в Сокалі